# Язід I (ширваншах)
Язід I (бл. 901–948) — 6-й ширваншах в 917—948 роках. Розпочав активну політику з розширення держави.

## Життєпис
Походив з лайзанської гілки династії Маз'ядидів. Син лайзаншаха Мухаммада ібн Язіда. Народився близько 901 року в Лайзані. Отримав ім'я Язід, надалі також став відомий як Абу Тахір Язід. 
Разом з батьком 917 року брав участь у війні проти ширваншаха Алі I, якого було повалено. Мухаммад ібн Язід став ширваншахом Мухаммадом II. Після загибелі батька того ж року став новим ширваншахом. Завершив війну проти Абу-Бакра, онука Алі I, остаточно об'єднавши володіння ширваншахів й лайзаншахів, що суттєво зміцнило державу Маз'ядидів.
У 918 році заснував місто Язідія, що стала столицею держави. Лайзан керування віддав синові Мухаммаду. Дотримував мирних стосунків з державою Саджидів, а потім — Саларидів. Водночас вів війни проти Лакза і Саріра. У 928 році був визнаний халіфом незалежним володарем. З цього моменту політика ширваншахів була спрямована на те, щоб округлити свою територію, включивши в неї прибережний пояс родючих земель, підкоривши землі на північ, а також Дербент.
У 930 році підтримав сина Мухаммада у боротьбі проти дербентського еміра Абд ал-Маліка, але у битві біля Шабарану жодна зі сторін не досягла перемоги. Тому було укладено мирний договір.
У 944 році мешканці Дербента повалили еміра Ахмада I. Натомість запросили на трон представника Маз'ядидів. Ним став син Язіда I — Ахмад. Через 2 роки останнього було повалено й відновлено на троні Ахмада I. У відповідь ширваншах здійснив похід на Дербент і розграбував його.
Незабаром після цього на Ширван здійснили похід дейлеміти. За цих обставин Язід I відновив союз з Дербентом і повернув мешканцям все пограбоване, а також погодився передати збори з солеварень. В результаті вдалося вигнати дейлемітів з Ширвану. Невдовзі ширваншах уклав договір з дейлемітами щодо спільних дій проти Візантії та Грузії.
Помер у вересні 948 року. Ймовірно був отруєний своїм візиром ібн ал-Марагі. Трон перейшов до сина Мухаммада III.